# Струпец (Сливенская область)
Струпец (болг. Струпец) — село в Болгарии. Находится в Сливенской области, входит в общину Сливен. Население составляет 310 человек.

## Политическая ситуация
В местном кметстве Струпец, в состав которого входит Струпец, должность кмета (старосты) исполняет Тодор Тодоров (коалиция Народен съюз) по результатам выборов правления кметства.
Кмет (мэр) общины Сливен — Стефан Радев (ГЕРБ) по результатам выборов в правление общины.